# 寛政の改革
寛政の改革（かんせいのかいかく）は、江戸時代中期、松平定信が老中在任期間中の1787年 - 1793年に主導して行われた幕政改革である。享保の改革、天保の改革と合わせて三大改革と称される。

## 背景

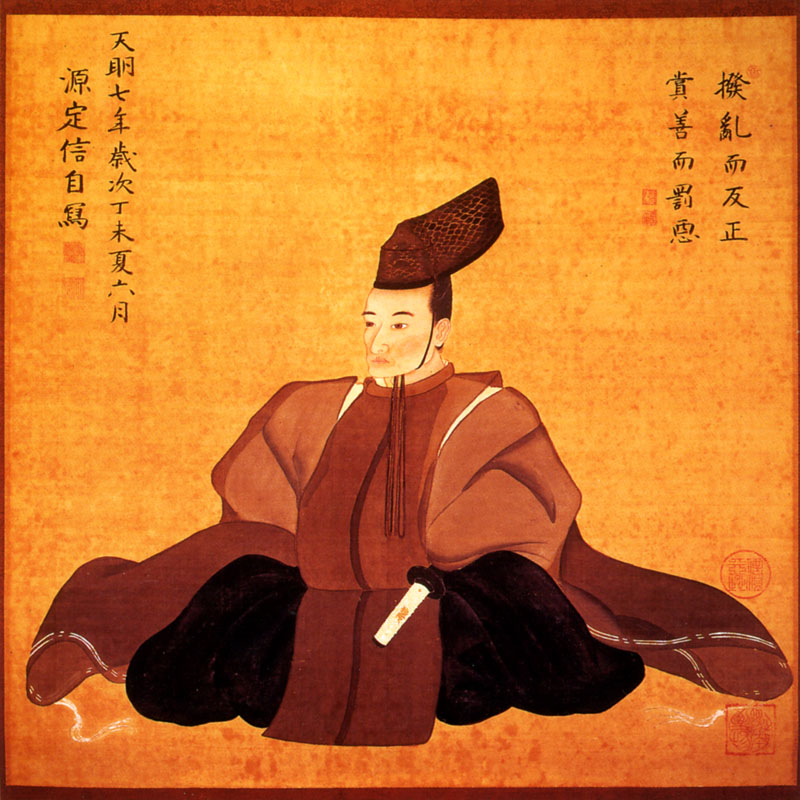
松平定信

前代の田沼時代は最初の時期から天災や飢餓が続出していた。宝暦・明和期は大旱魃や洪水など天災が多発し、江戸では明和の大火にて死者は1万4700人、行方不明者は4000人を超えた。変事が続いたため年号を安永に変更し安寧を願った。当時の落首でも「明和九も昨日を限り今日よりは 壽命久しき安永の年」とうたっており天災が収まることが願われた(p8-9)。しかし、その後も天災地変は続き、天災・疫病、三原山・桜島・浅間山の大噴火、そして天明の大飢饉が起こった。このような背景により一揆や打ちこわしが全国各地で激発した。宝暦から天明期の38年の間に発生した一揆の数は600件近くあり、都市騒擾も150件以上にのぼった。また件数の増大だけでなくその規模も拡大していた。それに対し田沼は処罰の厳罰化のみで対応するのみならず、幕府の米収入が毎年赤字を連続する状況であったにもかかわらず飢饉に対し蓄えておくはずの城米・郷倉米を貯えることを放棄していた。
天明の大飢饉において、幕府の援助は限定的だった。幕府が施していた無利息年賦返済であった拝借金は天明3,4年の飢饉において6大名1万9000両余りに過ぎず、吉宗時代、享保の大飢饉の際の総計33万9140両の金額と大きな差があった。また、享保の大飢饉の際は、凶作となった西国を救うべく幕府は27万5525石もの米を輸送したが、天明の大飢饉の際、幕府は飢餓最盛期のその年、東北に対しまったく米を送ることはなく江戸に米をまわした。
しかしその後、江戸でも米高騰は発生した。天明6年、江戸始まって以来と言われる天明の洪水が発生し物価が上昇、米価の高騰が始まった。幕府は時限立法として米穀売買勝手令を発布し短期限定で江戸への自由な米の持込と販売を許可するなどして江戸への米の流入を促そうとした。しかしこの時の公布は全くの逆効果に終わった。もともと米価高騰で一儲けをたくらむ商人たちが投機目的で米は買い占め価格を吊り上げていたところに米商人以外の多くの商人が米を買いあさる結果となり事態は悪化した。それに加え賄賂が横行した田沼時代の士風退廃の極みもあり賄賂を貰って米を屋敷の中に引き込む武家の例が多発した。最終的には民衆の願った享保の飢饉の時のような大規模なお救い米の実施の嘆願の拒否などを切っ掛けに江戸の民衆は打ちこわしに走ることとなる。
天明の打ちこわしがなければ田沼派が失脚し定信が老中に就任することはなかった。杉田玄白は「もし今度の騒動なくば御政事改まるまじなど申す人も侍はべり」と指摘している。田沼時代は民衆による反権力闘争の高揚期であり、幕藩体制が解体に向かう重要な転換期でもあった(p8-9)。そんな田沼時代が終わった当初、農業人口は140万人も減少しており、幕府財政は天明の大飢饉の損害と将軍家治の葬儀のため、100万両の赤字が予想されていた。財政難の解消、崩壊する封建的社会構造の維持が求められる中で寛政の改革は始まった(p8-9)。

## 内容

### 田沼政権との連続性
通説では松平定信は田沼意次の政策をことごとく覆したとされるが、近年ではむしろ寛政の改革には田沼政権との連続面があったと指摘される。
徳川黎明会徳川林政史研究所編著『江戸時代の古文書を読む―寛政の改革』においては、「定信の反田沼キャンペーンは、かなり建前の面が強く、現実の政治は、田沼政治を継承した面が多々みられる。とくに学問・技術・経済・情報等の幕府への集中をはかったことや、富商・富農と連携しながらその改革を実施したことなどは、単なる田沼政治の継承というより、むしろ田沼路線をさらに深化させたといってよいであろう」と述べている。
日本中世・近世史を専門とする高木久史は近年では定信と田沼政権との間には連続面があったことも重視されているとし、その一つとして通貨政策をあげている。定信は1788年、江戸の物価を抑えるために明和二朱銀の製造を停止し元文銀を増産させた。高木は「製造は停止したが、通用は停止していない。あくまで金貨・銀貨相場を是正しようとしたものであり、田沼政権の通貨政策そのものを否定しようとした訳ではない。1790年には、二朱銀を、あまり通用していなかった西日本の各国でも使うよう強制した。結果、金貨単位計量銀貨の使用がむしろ定信政権の時期になって広まった。新井白石が萩原重秀の通貨政策をことごとく覆したことと対照的である」と述べている。
他の通貨政策としては田沼は金札・銭札、許可したもの以外の銀札の通用を停止するなど、紙幣経済の発達を阻害するような政策を行ったが、定信は寛政2年（1790年）に伊勢神宮の御師や伊勢山田商人が発行していた山田羽書を山田奉行(伊勢奉行)発行に変更し、準備金の範囲内での発行、偽札対策などを徹底させるなどしており、山田羽書は事実上の幕府発行の紙幣といえる状態にするなど紙幣政策においては、むしろ田沼よりも進歩的であった。山田羽書は山田奉行所の管理下に置かれたことにより、商人の都合による乱発が防がれ、通貨供給量が安定することとなった。
日本近世史を研究する藤田覚は自書「勘定奉行の江戸時代」の中で、寛政の改革・遺老の経済政策を評して「寛政から文化期の財政経済政策は、緊縮により財政収支の均衡を図ることを基本とし、批判の強かった運上・冥加金の請負事業の一部を撤回したが、基本的に田沼時代を引き継ぎ、独自の積極的な増収策をみることはできない」と述べている。同様に高澤憲治は「田沼政権の経済政策をほぼ継承した」と書き「幕府が改革において講じた経済政策は、株仲間や冥加金、南鐐二朱判、公金貸付など、実は田沼政権のそれを継承したものが多かった」(p90)と述べている。
株仲間をことごとく解散させたなる通説とは異なり、定信は大部分の株仲間を存続させている。改革当初、二朱銀の鋳造と株仲間を結成させて運上金を徴収したことが物価高騰の原因だとして、二朱銀と株仲間の廃止を上書する者達がいたが、定信は株仲間に対し物価の調整とともに運上金の上納にも期待していたため、改革当初に株仲間と運上金をごく少数廃止した他は大部分を存続させた。また天明七年には自領にて治安維持のため質屋株仲間を結成させて高利に苦しむ人々の救済をはかっている(p4)(p87,161)。
田沼時代に構想された蝦夷開発を否定したとも通説で言われるが、実際には寛政の改革当時の定信を含め幕閣の間において蝦夷開発構想はむしろ肯定的に支持されていた。藤田覚は蝦夷開発の構想は田沼失脚後も勘定所を中心に老中を含む幕府のかなりの部分にまで支持されて浸透していたと述べている。その後、他の老中が主張する松前藩から領地を取り上げての強引な幕府主導の開発ではなく松前藩が蝦夷地の支配権を幕府に投げ出すのを待ち、東北諸大名に分割して開発させる構想を描いていた定信が失脚したことを契機に寛政11年に東蝦夷地の幕府直轄にしての開発が開始された。その後、文化4年(1807)に松前を含む全蝦夷地が幕府直轄地として編入されることとなった。しかし、この幕府主導による蝦夷開発は最終的にはゴローニン事件の解決による日露の緊張状態が緩和したことによる蝦夷地警衛体制の縮小を理由に文政4年(1821)に中止されることになった。蝦夷地は松前藩に復領された。その後、政府による蝦夷開発は幕末開港期まで停止されることとなった(p90)。
また通説では、田沼を積極財政、定信を緊縮財政とすることが多いが、藤田覚は田沼の政治を「出る金は一文でも減らす」緊縮財政と自書で書いており、藤田は田沼時代の財政経済政策を前代以来の財政緊縮策を継続させたとし、田沼時代を緊縮財政と説明している。
洋書輸入の解禁や株仲間の結成などの享保期の政策が実を結んだ結果として田沼時代が誕生したとされ、田沼時代は享保期からの延長線のものと論ずるのが現在の通説となっている。同時に定信が発布した天明7年から3年間の倹約令を指して田沼の積極財政から逆転する緊縮政策だと語られることも多いが、実際には田沼自身が天明3年より7年間の倹約令を発布しているため、少なくとも定信の天明7年の倹約令は、田沼の倹約令の残りの年数を消化しようという田沼の政策をそのまま追認したものである。定信の緊縮政策は実際には田沼の緊縮政策を追認、深化した田沼政治からの連続性といえるものも多い。

### 国民福祉という思想の芽生え
当時、現在のような税を取る対価として行政サービスを施すという考えはなかった。しかし、農村への救済策が不十分な田沼の政策により荒廃の一途を辿っていた農村と、天明の大飢饉の致命的な打撃を受け、この頃から不完全ながらも世を経綸し、人民を救うという「経世済民」の思想にもとづいた行政がうまれようとしていた(p44)。
寛政の改革ではこれまでの収奪一辺倒だった政策を改め、民を救うための政治へと断行した。定信は飢餓対策に取り組み、都市・農村問わず凶作や自然災害に備え米や金銭を貯える備荒貯蓄政策を推進した。定信は凶作に備え国家が食糧を備蓄することこう論じている。
- 国に九年の貯え無くば不足なりと曰う、六年の貯え無くば急なりと曰う、三年の貯えなくば国その国に非ずと曰う[* 9][9](p54-56)。

定信は主に農政や福祉に重点を置いた政策を行い農業人口の増加と荒れ地の復旧に努めた。農具代・種籾代の恩貸令、その返済猶予令、他国出稼制限令、旧里帰農奨励令など、様々な荒廃した農村の復興を図った。
助郷の軽減を行い、経済の発達によって輸送量と通行者が増加し、従来の年貢米の納付の免除だけでは今の多大な不足分を賄えず財政の窮乏を引き起こしていた助郷村に対し、助郷の負担を定め、規定を超えたときは貨幣を支払うものとした。
中間搾取が蔓延していた納宿の株仲間を廃止し、納宿が行っていた年貢米の廻送、蔵納めを村々の直納とした。納宿の代わりに江戸の米商人から上納を一手に引き受ける「廻米納方引請人」を任命することで、それらの商人を通じて年貢を納入し、農民への余分な負担をかけないように取り計らった。
人口増加政策として、天明の大飢饉からの回復を目指し、間引きの禁止、児童手当の支給を実施し、1790年には2人目の子供の養育に金1両を支給した。1799年にはさらにそれを2両に増額した。
さらに、前代より幕府公金の貸出を飛躍的に増大させ、その利益を福祉にまわした。公金の貸付金の年利は民間の利率より割安の1割であり、この貸付金は利殖が目的であったので、対象は困窮民ではなく大名や旗本、豪農や豪商に貸し付けられた。この年利によって生まれた利金は、小児養育や帰農・荒地復興など幕領の困窮した農村の救済に充てられ、農村復興、宿場助成、用水普請助成、鉱山復興などに使われた。
飢饉対策として、各地に籾蔵を設け、さらに年貢徴収の役人である代官の不正を厳しく取り締まった。農村などで不正を行い私利私欲で動いていた不正役人を勘定方三十人、普請方二十人、罷免した。代官も二年間に八人を処断し十九人の代官を交代させた。それに合わせ新たに任命された代官達は、陣屋において長期に渡って農村復興に努めた。その結果、寺西重次郎、岡田清助などといった神社で神に祀られたりするような「名代官」が各地に誕生した。
また、江戸では、改革直前の1787年5月に、数日間にわたる打毀騒動があったことから、その再発防止のための都市政策の整備が緊要の課題であったため、石川島に無宿者を収容する人足寄場を設置したり、窮民救済のための七分積金令の発令や町会所を設置したりなど、貧民蜂起の予防策を実施した(p66-85)。このうち、石川島の人足寄場や町会所、あるいは勘定所御用達の制度などは、幕末期まで存続している例が多い。

### 倹約による幕府財政再建
幕府財政の再建の為に、大胆な財政緊縮政策を行っている。「宇下人言」によると幕府の金蔵は吉宗時代の253万両から明和7年には備蓄金は300万両程にも貯まっていたが天明の大飢饉の被害を受けて天明8年には幕府の金蔵は81万両しか残っていなかった。その上、定信就任当時、天明の大飢饉の損害と将軍家治の葬儀が重なり、幕府財政は百万両の赤字が予想されるほど切迫していた。そのため、定信は即効性のある厳しい緊縮政策を実行し財政再建に努めた。倹約令や大奥の縮小、諸経費の削減などといった田沼時代にも行った緊縮政策を継承し切り詰めた結果、幕府の赤字財政は黒字となり、定信失脚の頃には備蓄金も20万両程貯蓄することができた。しかし、倹約令や風俗統制令を頻発したために江戸が不景気になり、市民から強い反発を受けたため、各種の法令を乱発することになった(p102)。

### わずか六年での解任
1793年7月、定信は突然老中を解任されることとなり寛政の改革はわずか六年で幕を閉じた。その背景として尊号一件などにより、家斉等と定信との対立、その他、大奥の予算の大幅削減や不良女中を厳しく罰するなどと定信と大奥との対立の深刻化などが挙げられる。また、あまりに厳しい緊縮政治の結果、武士や庶民の不満が高まっていたことも理由にある。その突然の解任は、落首に「五、六年金も少々たまりつめ、かくあらんとは誰も知ら川」と歌われた。
寛政6年、定信の帰国が予定される中で、尾張・水戸両家は老中、松平信明、本多忠籌に対し、下々が定信を惜しんでおり人心を落ち着かせるため御用部屋にて政治に関与しているように装った方が将軍のためではないかと語った。だが、当時幕閣内部において定信の政治の独裁的傾向への反発が強まっており、両名は世上では彼を惜しんでいるというが、皆がそういうわけではない。彼を世上の感情のみを配慮して用いるのは、政治の軽視にあたる、などと拒否した(p152-153)。しかし、寛政の改革の政治方針は、定信が失脚した後も、後任の老中首座となった松平信明を初めとする寛政の遺老達によって引き継がれ、定信の政治路線は継承・発展していった(p12-13)。公金貸付政策は改革末期の貸出高の約150万両から300万両と倍増し、出版規制も外患の深刻化もあり遺老の代の享和・文化期の方がより規制が厳しくなった。この寛政の改革を継承する政策は、文化14年（1817年）に信明が病没し、水野忠成が新たな老中首座となるまで維持された。

### 寛政の改革の顛末
寛政の改革は三上参次がいうところによると江戸幕府の崩壊を50年ほど引き延ばしたともいわれる。寛政の改革の成果、田沼の賄賂政治から道徳的反省により幕政の公正化をはかったこと、社会政策的な手法を取り入れ教育や教化を通して民衆の心服を得ようとしたこと、対外関係や朝廷との関係を鎖国の法と大政委任論によって明確にしたこと、田沼時代に損なった大名達への公儀性を回復させたこと、などなどにより天明期の危機的状況が小康状態にまで回復させたと言っていいだろう。
だがしかし、寛政の改革は時間を巻き戻し、内憂外患の体制的な危機から脱出する程のものではなかった。内憂、田沼時代の公儀としての立場を放り投げた幕府本位の政策の結果として促された藩の自立化を止めることはできなかった。幕府は公儀としての立場上、国内の大規模な反乱・全国的な大飢饉・外国からの侵略など個別の大名では対処できない諸問題を解決する役割や大名が飢饉や大火などによって窮地に陥った際に拝借金などを出して援助する役割を持っていた。だがしかし、田沼時代には国役普請やお手伝い普請による藩への負担転嫁、拝借金の制限、蔵米切手の規制による大名金融の統制などの政策を行った結果、藩財政は窮乏し藩の自立化を促した。
寛政の改革では一時とはいえ、お手伝い普請などの負担転嫁を抑制または負担の方法に配慮するなど幕府本位の行動を慎み大名との協調を図り公儀性を回復させた。しかし外憂の危機が迫るこれからの世情は自立化し始めた藩を監督・指揮しながら海防の為に動員または資金を提供させねばならないという難題を抱え込むこととなった。また藩政改革の結果推奨された特産生産品の発展は豪農の成長につながり幕藩制社会の基礎である小農経営の分解を促進させた。さらには外憂から守るべく整備した海岸防備も貧弱な幕府の軍事力では列強に対し到底太刀打ちできるものではなかった。

## 主な政策・改革

### 経済政策
囲米
諸藩の大名に飢饉に備えるため、各地に社倉・義倉を築かせ、穀物の備蓄を命じた。また、江戸の町々にも七分積金とセットにして実施が命じられた(p45-65)。俸禄制度（世録制）も復活した。
旧里帰農令
当時、江戸へ大量に流入していた地方出身の農民達に資金を与え帰農させ、江戸から農村への人口の移動を狙った。1790年に出され、強制力はなかった。
農村の復興
寛政の改革時は年貢増徴を行える状況ではなく、小農経営を中核とする村の維持と再建に力を注いだ。農民の負担を軽減する目的で、助郷の軽減、納宿の廃止などを行った。また人口増加政策として間引きの禁止、児童手当の支給を実施した。1790年には二人目の子供の養育に金1両を与え、1799年にはさらに2両に増額とした。
棄捐令
旗本・御家人などの救済のため、札差に対して元本が回収済みであろう6年以上前の債権破棄、及び5年以内になされた借金の利子引き下げを命じた。九月の発布後、年越しを前に貸し渋りが生じたが、幕府と札差との間の交渉により年末には年を越せないと危惧された貸し渋りは三ヶ月で収まった。
猿屋町会所
棄捐令によって損害を受けた札差などを救済するために、資金の貸付を行ってその経営を救済して、今後の札差事業や旗本・御家人への貸付に支障がないように取り計らった。札差の七割強が他所から資金を調達して経営していたため、低利で保証もされている幕府からの融資は大多数の札差にとって有益であった。
人足寄場
無宿人、浮浪人を江戸石川島に設置した寄場で職業訓練した。治安対策も兼ねた。これは定信が更生の為の職業訓練施設の設置を立案し、凶悪犯摘発を職務にする火付盗賊改の長谷川平蔵がそこから具体案を上申して設置が実現した(p103)。
商人政策・豪商・富農との連携
田沼時代の重商主義を継承し、株仲間や二朱銀などを保証した。
寛政の改革より幕府公金の貸出高が飛躍的に増大した。寛政12年における貸出高は約150万両に及んでいる。貸付金の利子率はほぼ年利1割前後であり、民間の金融市場の利子率よりやや低めであった。この貸付利金は、幕府自らの財政補填のほか、農村復興、宿場助成、用水普請助成、鉱山復興などの資金にあてられた。
このように本百姓体制の再建をはかるために、原則的にそれと相反するような富農層の成長を利用する政策を行うのみならず、金融の論理を積極的に導入された(p9)。
七分積金
町々が積み立てた救荒基金で、町入用の経費を節約した4万両の7割に、幕府からの1万両を加えて基金にした。町入用の経費は、地主が負担し、木戸番銭・手桶・水桶・梯子費用、上水樋・枡の修繕費、道繕・橋掛け替え修繕・下水浚い・付け替えなどに使われた(p66-85)。この制度はその後の幕府の財政難にもかかわらず厳格に運用されて明治維新の際には総額で170万両の余剰があった。この資金は東京市に接収されて学校の建設や近代的な道路整備などのインフラストラクチャー事業にあてられた。

#### その他の経済政策
- 米価抑制のため、米を大量に使う造酒業に制約を加えて、生産量を3分の1に削減するように命じた。
- 定信失脚後、定信の路線を継承した松平信明によって、相対済令が出された。

### 学問・思想
寛政異学の禁
柴野栗山や西山拙斎らの提言で、朱子学を幕府公認の学問と定め、聖堂学問所を官立の昌平坂学問所と改め、学問所においての陽明学・古学の講義を禁止した。この禁止はあくまで学問所のみにおいてのものであったが、諸藩の藩校もこれに倣ったため、朱子学を正学とし他の学問を異学として禁じる傾向が広まっていった。
処士横議の禁
在野の論者による幕府に対する政治批判を禁止した。海防学者の林子平などが処罰された。さらに贅沢品を取り締まる倹約の徹底、公衆浴場での混浴禁止など風紀の粛清、出版統制により洒落本作者の山東京伝、黄表紙作者の恋川春町、版元の蔦屋重三郎などが処罰された。
学問吟味
江戸幕府が旗本・御家人層を対象に実施した漢学の筆答試験。実施場所は聖堂学問所（昌平坂学問所）で、寛政4年（1792年）から慶応4年（1868年）までの間に19回実施された。試験の目的は、優秀者に褒美を与えて幕臣の間に気風を行き渡らせることであったが、慣行として惣領や非職の者に対する役職登用が行われたことから、立身の糸口として勉強の動機付けの役割も果たした。これは幕末になればなるほど、学問吟味合格者の中から、対外関係を中心に新たな局面に対応できる有能な幕臣が輩出されてゆくことになる。類似の制度として、年少者を対象にした素読吟味（寛政5年創始）、武芸を励ますための上覧などが行われた。
文教振興
改革を主導するに当たって幕政初期の精神に立ち戻ることを目的とし、『寛政重修諸家譜』など史書・地誌の編纂や資料の整理・保存などが行われた。また、近江堅田藩主で若年寄として松平定信とも親交のあった堀田正敦など好学大名も文教振興を行った。

### 対外政策
北国郡代
寛政の改革では北国郡代を新設して北方の防備にあたらせる計画が立てられた。定信は、自ら伊豆、相模を巡検して江戸湾防備体制の構築を練り、江戸湾防衛の為、奉行所を伊豆4ヶ所、相模2ヶ所に設置することを唱えるのと同時に、蝦夷地に渡航するための陸奥沿岸の要衝である三馬屋を天領とし、そこに大筒を配備し「北国郡代」を設置する計画を立案した。さらに、そこにはオランダの協力の元に建造した洋式軍艦を配備しようとした。しかし、このような海防強化計画は提案者である松平定信が老中辞職と共に立ち消えになった。

### その他
- 大奥改革に着手し、定信が在任中に8人の上臈御年寄の老女のなかで5人が交代となった[17]。また、天明7年から向こう3年間の大倹約令を発令した。
- 日本人漂流民の大黒屋光太夫を返還する際に通商を求めてきたロシアの使節アダム・ラクスマンに対し、定信は即時の通商開始を拒絶している。このことが「鎖国」祖法化へとつながる。
- 朝廷権威の幕政利用、大政委任論、尊号一件。
- 花魁の身請け金が高騰していたため、500両の上限が設けられた[18]。